# Sergueï Korolev
Pour les articles homonymes, voir Korolev.
Sergueï Pavlovitch Korolev, ou Sergueï Pavlovitch Koroliov (en russe : Сергей Павлович Королёв), né le 30 décembre 1906 (12 janvier 1907 dans le calendrier grégorien) à Jytomyr (gouvernement de Volhynie, Empire russe, aujourd'hui en Ukraine) et mort le 14 janvier 1966 à Moscou (RSFS de Russie, URSS), est un ingénieur, fondateur du programme spatial soviétique. Grâce à son génie visionnaire, sa force de caractère, ses capacités de travail et ses talents d'organisateur, l'Union soviétique acquiert une position dominante dans le domaine spatial à la fin des années 1950 et au début des années 1960.
Korolev reçoit une formation d'ingénieur à l'Institut Baumann puis travaille dans le bureau d'études du constructeur d'avions Tupolev avant d'intégrer en 1931 le petit centre de recherche du GIRD qui effectue un travail de pionnier dans le domaine des fusées. Au sein du RNII soutenu par les militaires soviétiques, il travaille sur un avion-fusée et sur un missile propulsé par fusée. En 1938, il est arrêté au cours des purges staliniennes qui déciment les cadres du pays et est envoyé dans le bagne de la Kolyma dont il est sauvé grâce à l'intervention de parents et d'amis. Il est interné dans une charachka où il contribue, durant la Seconde Guerre mondiale, à mettre au point des fusées d'assistance au décollage d'avions. Mi-1945, il est libéré et envoyé en Allemagne comme tous les spécialistes des fusées soviétiques pour tenter de récupérer le savoir-faire que l'équipe de Wernher von Braun a acquis en concevant et produisant le missile V2. En mai 1946, alors que les relations avec les pays occidentaux se tendent, le dirigeant de l'Union soviétique Staline décide de lancer son pays dans la réalisation de missiles balistiques. Korolev, qui a été identifié pour ses talents d'organisateur, joue un rôle clé dans le plan de Staline.
Il est placé à la tête d'un des bureaux d'études du NII-88, où il est chargé de développer une copie améliorée du missile V2, le R-1. Par la suite, plusieurs missiles aux capacités croissantes sont mis au point par son équipe : R-2, R-3, R-5. En 1953, les dirigeants soviétiques donnent leur accord pour le développement de son projet de missile balistique intercontinental R-7 porteur d'une tête nucléaire. Après avoir surmonté de nombreux problèmes de développement, le missile effectue son premier vol en 1957 ; celui-ci est suivi de peu par le lancement du premier satellite artificiel Spoutnik 1.
Korolev parvient à convaincre ses donneurs d'ordre militaires de l'intérêt de missions spatiales habitées. Le vol de Youri Gagarine, premier homme dans l'espace, et les premiers succès des sondes lunaires du programme Luna consacrent le triomphe de Korolev. Mais celui-ci doit lutter pour garder la faveur de ses donneurs d'ordre car, contrairement à ce qui se passe aux États-Unis, il n'existe pas à l'époque de véritable instance de pilotage du programme spatial civil en Union soviétique. Il a du mal à imposer ses projets contre des concurrents comme Vladimir Tchelomeï et Mikhail Yanguel, tandis que ses relations avec d'autres responsables de bureau d'études dont dépendent ses réalisations, comme le constructeur de moteurs Valentin Glouchko, se tendent. Les dirigeants soviétiques décident tardivement en 1964 de relever le défi du programme Apollo et demandent à Korolev de battre les Américains, alors que le retard technique de l'industrie soviétique s'est creusé. Korolev, épuisé par l'ampleur de ses tâches, décède à 59 ans, en 1966, au cours d'une opération chirurgicale qui tourne mal.

## Enfance et formation
Korolev est né le 12 janvier 1907 à Jytomyr, ville provinciale du centre de l'Ukraine qui fait partie à l'époque de la Russie impériale. Ses parents sont Maria Mykolayivna Moskalenko (Ukrainienne) et Pavel Iakovlevitch Korolev (Russe). Il s'agit d'un mariage arrangé et leur union n'est pas très heureuse. Trois ans après la naissance de Sergueï, ses parents se séparent en raison de difficultés financières. Sa mère lui annonce prématurément le décès de son père, alors que celui-ci n'est survenu qu'en 1929 (il n'a cependant jamais revu son père après le divorce de ses parents).
Korolev grandit à Nejine, sous la garde de ses grands-parents. Sa mère voulant qu'il ait une formation supérieure, il suit des cours à Kiev. C'est un enfant solitaire avec peu d'amis, mais il est bon élève, notamment en mathématiques. En 1916, sa mère épouse Grigori Mikhaïlovitch Balanine, un ingénieur électricien, qui a une bonne influence sur l'enfant. Grigori ayant obtenu un emploi aux chemins de fer régionaux, la famille déménage à Odessa en 1917.
L'année 1918 est tumultueuse en Russie, avec la fin de la guerre mondiale, la révolution russe et la guerre civile. Les luttes intestines continuent jusqu'en 1920. Pendant cette période, les locaux des écoles restent fermés et le jeune Korolev doit poursuivre ses études à la maison. En 1923, il adhère à l'aéro-club local. En 1925, Korolev part à Moscou et y termine ses études à l'université technique d'État en 1929.

## Début de carrière

### Ingénieur dans l'aéronautique
Après avoir reçu son diplôme, Korolev obtient un premier emploi dans un bureau d'études chargé de la conception d'un aéronef baptisé OPO-4, ou 4e section expérimentale. Ce projet rassemble certains des meilleurs concepteurs russes. Il est dirigé par Paul Aimé Richard, constructeur français d'avions, arrivé en URSS en 1928. Korolev ne se distingue pas particulièrement dans le groupe. Il s'emploie à plusieurs projets personnels. L'un d'eux est la mise au point d'un planeur capable d'accomplir de la voltige. En 1930, il devient ingénieur principal chargé de la conception du bombardier lourd Tupolev TB-3.

Korolev ingénieur aéronautique
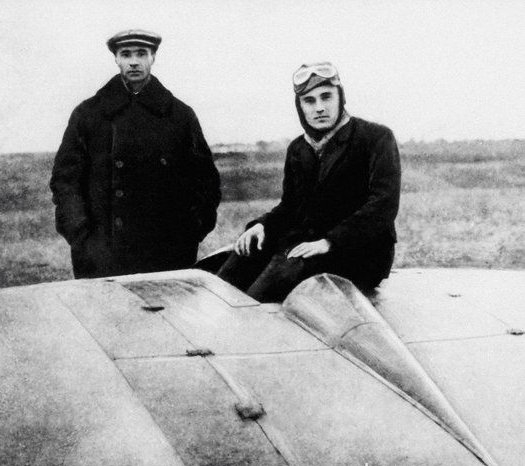
Korolev dans le cockpit d'un planeur BICh-8 et Boris Tcheranovski
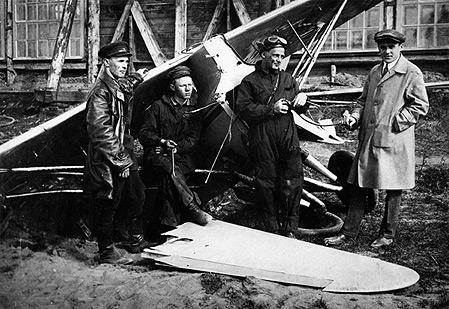
Korolev, Kochits Chimraev et Podlesniy devant les restes d'un avion SC-4
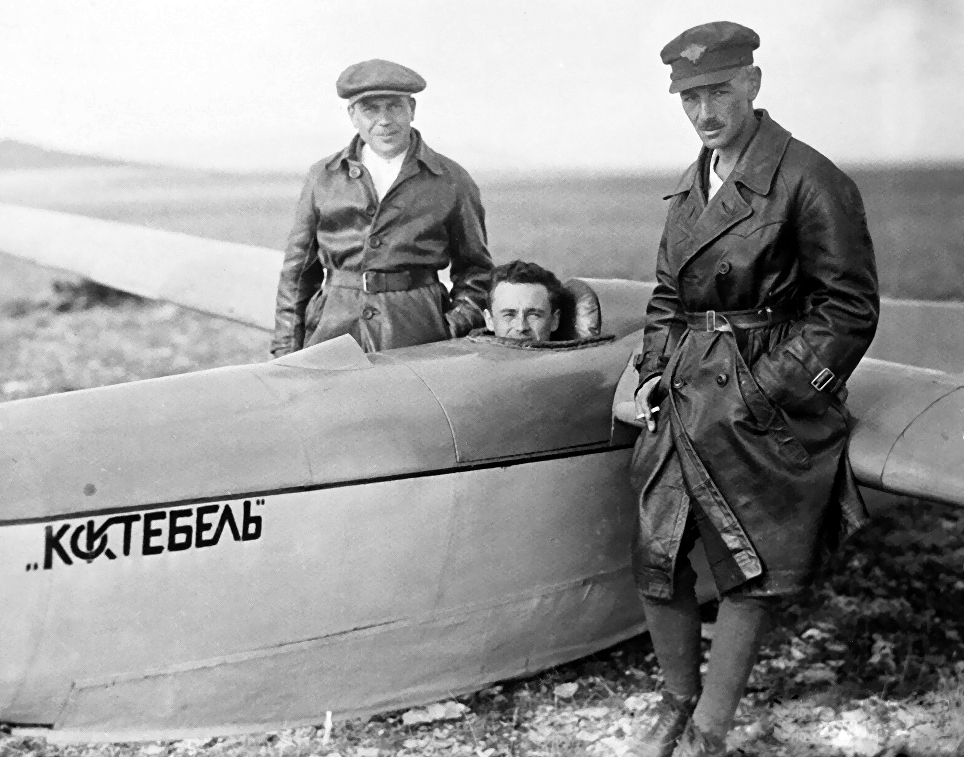
Korolev dans le cockpit d'un planeur.

### Recherche sur les fusées au GIRD (1931-1933)

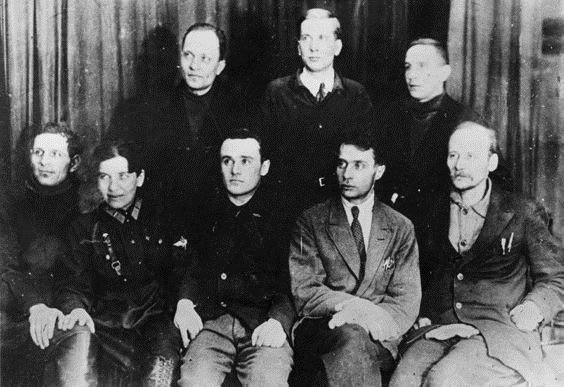
Membres du GIRD. Korolev est assis au milieu du premier rang.

C'est au cours de l'année 1930 que Korolev s'intéresse à l'utilisation de propergol liquide pour la propulsion par moteur-fusée. À l'époque, il cherche à utiliser cette technologie pour la propulsion des avions. Les dirigeants soviétiques ont lancé à la fin des années 1920 une politique très volontariste misant sur l'industrialisation à marche forcée ainsi que sur la recherche. Dans ce contexte, la principale association paramilitaire soviétique, l'OSOAVIAKHIM, crée en 1931 le GIRD, qui réunit des ingénieurs et des techniciens pour effectuer des recherches dans le domaine des fusées. Korolev participe à la fondation de la section moscovite en tant qu'adjoint de Friedrich Tsander, un des pionniers soviétiques de l'astronautique. Il y rencontre Mikhaïl Tikhonravov qui deviendra un de ses plus proches collaborateurs. La section moscovite du GIRD, qui compte une soixantaine de personnes, travaille sur une dizaine de projets utilisant plusieurs types de propulsion. Korolev met au point un planeur propulsé par un moteur-fusée RP-1 brûlant un mélange d'oxygène et de kérosène. En 1932, Tsander tombe malade et Korolev le remplace à la tête du GIRD moscovite. La même année, les militaires s'intéressent aux efforts déployés par le groupe et commencent à fournir des fonds. En 1933, le groupe réalise le premier tir d'une fusée à propulsion liquide, baptisée GIRD-09, soit sept ans après Robert Goddard et son lancement peu médiatisé de 1926.
En 1932, le GIRD moscovite a des contacts informels avec le GDL : ce laboratoire de recherche militaire installé à Léningrad rassemble 200 ingénieurs et techniciens travaillant dans le domaine de la propulsion à ergols liquides et la propulsion à propergol solide. Valentin Glouchko, qui concevra par la suite la majeure partie des moteurs propulsant les fusées de Korolev, y est responsable d'une section qui effectue des recherches méthodiques sur la propulsion à ergols liquides. Le GDL joue un rôle central dans la mise au point des roquettes.

### Recherche sur les missiles et les avions-fusées au RNII (1933-1938)
Certains militaires soviétiques et en particulier le maréchal Mikhaïl Toukhatchevski, militaire novateur et très influent, ont pris conscience du potentiel des fusées. Toukhatchevski œuvre pour rapprocher le GDL et la section moscovite du GIRD . En septembre 1933, les deux structures sont fusionnées au sein de l'Institut de recherche scientifique sur les moteurs à réaction ou RNII (Реактивный научно-исследовательский институт, РНИИ ; Reaktivny naoutchno-issledovatelski institout, RNII). Le nouvel ensemble est dirigé par l'ancien responsable du GDL Ivan Kleïmenov, avec comme adjoint Korolev. Peu après la création du RNII, des divergences se font jour entre Korolev et Kleïmenov sur les objectifs de l'institut de recherche. Ce dernier considère que la mise au point des roquettes constitue le projet de recherche prioritaire. Korolev est remplacé par Gueorgui Langemak ce qui sauvera sans doute la vie de Korolev par la suite. Au sein du RNII, Korolev est responsable d'un projet de « missile de croisière » (projet 212) et surtout de l'avion-fusée RP-318-1. Ces deux engins sont propulsés par des moteurs développés par Glouchko. Le RNII met ainsi au point des systèmes automatisés de gyroscopes permettant de stabiliser le vol le long d'une trajectoire programmée. En 1934, Korolev publie l'ouvrage Une fusée dans la stratosphère.

## Victime des purges staliniennes (1938-1944)

### Arrestation et déportation en Sibérie
En 1937, les purges staliniennes, manifestation de la paranoïa de Staline qui décime l'armée et les cadres du régime soviétique, frappent aveuglément les principaux membres du RNII. Le bureau d'études a été placé sous surveillance par la police secrète soviétique (le NKVD), car il avait été patronné par le maréchal Toukhatchevski qui fut une des premières victimes des purges. Un des ingénieurs du RNII qui brigue la direction du RNII rédige de fausses accusations contre les responsables du centre de recherches : Kleïmenov et son adjoint Langemak sont arrêtés sous l'accusation de déviationnisme trotskyste. Langemak avoue des « crimes » sous la torture et sans doute aussi dans l'espoir d'éviter une condamnation à mort. Il dénonce à son tour Glouchko et Korolev. Kleïmenov et Langemak sont exécutés peu après. Glouchko est arrêté en mars 1938 et, tout en avouant des actes fictifs de sabotage, dénonce ses collègues dont Korolev. Alors que Glouchko est interné dans la charachka TsKB-4, une prison pour ingénieurs, Korolev est envoyé dans la Kolyma, le pire bagne du Goulag soviétique. Il a la mâchoire fracassée pendant un interrogatoire et, victime du scorbut, il perd la moitié de sa denture. Il sort à temps du bagne de la Kolyma, libéré sur ordre de Lavrenti Beria grâce à l'intervention de sa mère et du constructeur d'avions Andreï Tupolev. Ce dernier obtient, en 1940, son transfert dans la charachka dont il est responsable. Peu après, Korolev est muté dans la charachka que dirige Glouchko et qui développe des fusées d'assistance au décollage pour avions. Glouchko en fait son adjoint et le responsable des essais,.

### Libération
Le 27 juin 1944, Korolev — ainsi que Tupolev, Glouchko et d'autres — est libéré par un décret spécial du gouvernement. Les charges retenues contre lui ne sont abandonnées qu'en 1957. Le bureau d'études du NKVD passe sous l'autorité de la commission de l'aviation du gouvernement. Korolev continue à travailler dans ce bureau pendant encore un an comme concepteur adjoint sous les ordres de Glouchko. Il étudie différents modèles de fusées.

## Développement du premier missile balistique intercontinental (1945-1957)

### La récupération du savoir-faire allemand

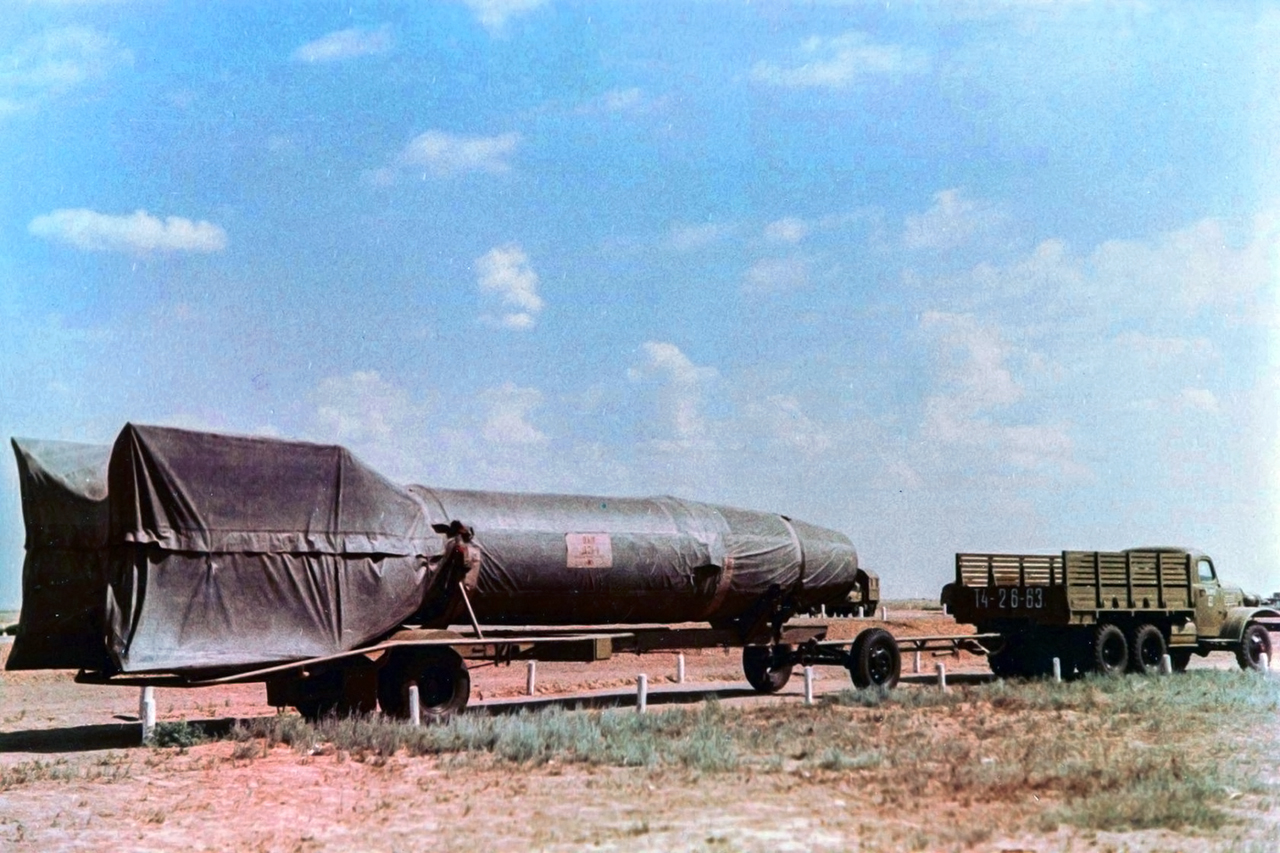
Premier missile V2 allemand récupéré qui sera lancé par les soviétiques en octobre 1947.

À la fin des années 1930, les ingénieurs allemands dirigés par Wernher von Braun ont pris une énorme avance dans le domaine de la propulsion et du guidage des fusées en développant le missile V2. Après la défaite de l'Allemagne nazie en 1945, les Alliés tentent chacun de leur côté de récupérer ce savoir-faire. Les Américains, dans le cadre de l'opération Paperclip, mettent la main sur les responsables du projet, dont Von Braun lui-même, ainsi que sur un grand nombre de fusées. Staline envoie en Allemagne, avant même la fin des combats, tous les spécialistes soviétiques travaillant dans le domaine des fusées, y compris Korolev qui a été libéré à cette occasion. Les ingénieurs et techniciens soviétiques ont pour mission de collecter les informations, tenter de remettre en marche les installations de production des V2 et embaucher les experts et les techniciens allemands.

### Mise en place d'une organisation dédiée aux missiles balistiques
En mai 1946, Staline décide de mettre sur pied un projet disposant d'une priorité très élevée pour permettre à l'Union soviétique de disposer rapidement de missiles balistiques porteur de la bombe atomique et de missiles antiaériens en exploitant le savoir-faire allemand. Un comité secret supervisant l'ensemble des travaux sur le sujet (Comité spécial pour la technologie des réacteurs) est mis sur pied. Parmi les neuf membres figurent notamment le ministre des Armements Dmitri Oustinov et Ivan Serov, le bras droit du chef de la police secrète (NKVD) Beria. Les travaux de recherche sont placés sous la responsabilité d'Oustinov ; celui-ci décide de créer un nouvel institut de recherche appliquée rassemblant les ingénieurs et techniciens travaillant sur le sujet. L'Institut de recherches NI-88 est créé le 13 mai 1946 à Podlipki dans la banlieue nord-est de Moscou et installé dans les locaux de l'usine no 88 dans laquelle, durant la guerre, étaient fabriqués des munitions et des tanks. L'institut est rattaché à la 7e direction générale au sein du ministère des Armements et son premier responsable est Lew Gonor (pl).
L'institut NI-88 comprend un bureau d'études dirigé par Karl Tritko, divisé en 7 départements spécialisés chacun dans un thème. Korolev, dont les talents d'organisateur en Allemagne ont impressionné Oustinov, est placé à la tête du département no 3 rebaptisé plus tard OKB-1 malgré une forte opposition des responsables du Parti communiste. Au moment de sa formation, l'entité dirigée par Korolev comprend 60 ingénieurs, 55 techniciens et 25 ouvriers. Le NI-88 comprend également une branche scientifique dirigée par Youri Pobedonostsev, un ancien collègue de Korolev du temps du GIRD et du NII-3. Ce service est subdivisé en 5 départements spécialisés comme celui dédié aux systèmes de guidage dirigé par Boris Tchertok. L'objectif assigné à Korolev est de parvenir à développer une copie du missile V2 avec les moyens de production soviétiques sous deux ans. Les outils de production des V2 sont rapatriés sur le territoire soviétique. Un deuxième bureau d'études du NII-88 rassemble environ 150 spécialistes allemands du V2 que les autorités soviétiques ont transférés de manière autoritaire en URSS avec familles et bagages. Dirigés par Helmut Gröttrup, ils sont installés dans un camp situé sur l'île de Gorodomlia (en), sur le lac Seliger, à 200 km de Moscou. Les responsables soviétiques leur demandent également de développer une version améliorée du V2. Parallèlement, un établissement baptisé OKB-456 spécialisé dans la construction de moteurs-fusées à ergols liquides est créé et installé dans une ancienne usine d'aviation à Khimki, dans la banlieue de Moscou. Glouchko, nommé responsable de son bureau d'études, est chargé de fabriquer une copie du moteur du missile V2 avec l'aide d'ingénieurs et de techniciens allemands.

### Développement de missiles de portée intermédiaire

#### Les missiles R-1 et R-2

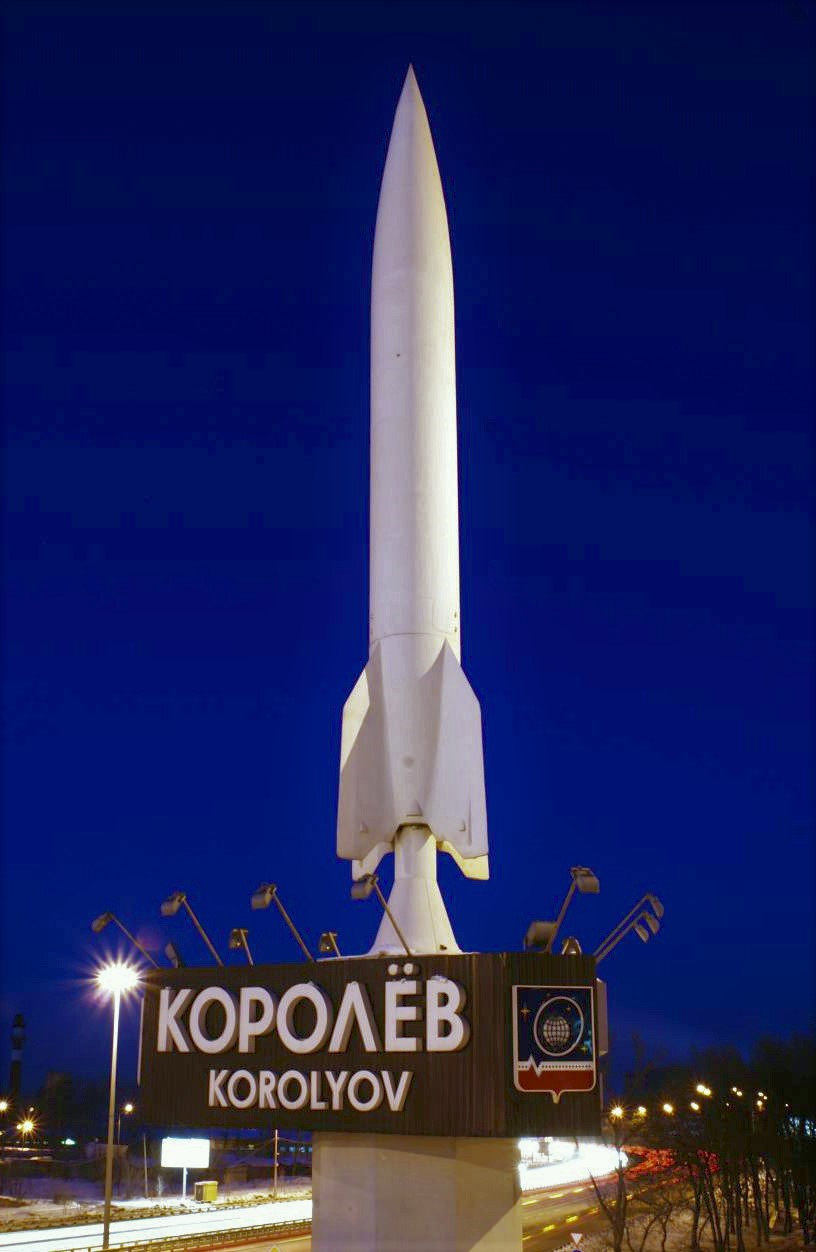
Missile R-2 à l’entrée de la ville de Korolev en 2013.

Au cours des années suivantes, l'équipe de Korolev met au point plusieurs missiles aux capacités croissantes. Le missile R-1 est une copie du V2 dont plusieurs exemplaires sont tirés à partir d'octobre 1947 avec un taux de réussite proche de celui obtenu par les Allemands durant la guerre. Mais la production industrielle met beaucoup plus de temps car, comme l'avait diagnostiqué un ingénieur allemand, l'Union soviétique a un retard de 15 ans. Les premiers missiles ne sortent de l'usine OKB-586, située à Dnipropetrovsk, en Ukraine, que fin 1952. Le missile R-1 sera déployé dans quelques unités opérationnelles. Une version sera utilisée comme fusée-sonde à des fins scientifiques. Le missile R-2 est une version allongée de la R-1 avec une portée doublée (550 km) et une charge constituée d'un liquide radioactif qui devait être dispersé en altitude pour former une pluie mortelle. La R-2 est jugée moins bonne que la G-1 conçue par l'équipe des ingénieurs allemands de Gröttrup. Korolev défend son projet mais incorpore certaines des innovations allemandes et son missile est finalement accepté et entre en production en juin 1953. La licence de construction de la R-2, cédée en décembre 1957 à la Chine, constituera le point de départ de l'industrie des missiles balistiques dans ce pays.

#### Le missile R-3
En avril 1948, un décret du gouvernement soviétique officialise le lancement du projet de missile R-3 capable de délivrer une bombe nucléaire de 3 tonnes à 3 000 km de distance. Korolev a commencé à travailler sur sa conception dès 1947. De nombreuses solutions sont envisagées dans le document en 20 volumes que Korolev et ses ingénieurs finalisent en juin 1949. La solution du missile de croisière est tout autant mise en avant que celle du missile balistique, ce qui reflète peut-être les préférences personnelles de Korolev. Pour le missile balistique, trois architectures sont envisagées : fusée à plusieurs étages, fusée mono-étage avec réservoirs largables, étages assemblés « en fagot » et allumés simultanément avec un étage central ayant un temps de combustion plus long. Compte tenu du saut technologique nécessaire pour développer la R-3, Korolev préconise que la solution adoptée puisse servir de point de départ pour le missile balistique intercontinental de 8 000 km de portée attendu par les dirigeants soviétiques. Pour le missile intercontinental, sa préférence va à l'architecture en fagot préconisée dès 1947 par Tikhonravov tandis qu'il retient la solution de la fusée mono-étage pour la R-3. Mais cela suppose d'introduire pour cette dernière un grand nombre d'innovations :
- diviser par 3 la masse à vide en utilisant des réservoirs intégraux et en remplaçant les gouvernes par le recours à un moteur-fusée monté sur cardan
- améliorer l'impulsion spécifique de 22 % en utilisant le mélange oxygène liquide/kérosène plus performant à la place du mélange oxygène liquide/alcool, tout en fournissant une poussée de 120 tonnes.

Le missile d'une longueur totale de 27 mètres doit atteindre une vitesse maximale de 4,7 km/s. Sa structure réalisée dans un nouvel alliage aluminium/magnésium a une masse au lancement de 71,72 tonnes et une masse à vide de 8,5 tonnes. Mais le saut technologique est trop important et Korolev décide de valider certaines des innovations sur un lanceur aux caractéristiques intermédiaires : le R-3A est en fait un R-2 avec des réservoirs intégraux et sans dérive, ce qui fait passer sa portée à 935 km. Le R-3A doit voler en 1951 tandis que le R-3 ne peut être lancé au plus tôt qu'en 1952. Alors que les travaux sur le R-3A avancent selon le planning prévu, Glouchko est bloqué dans le développement du propulseur RD-110 de 120 tonnes de poussée qui doit propulser la R-3 : le nouveau mélange d'ergols est plus efficace mais nécessite plus de pression dans la chambre de combustion, nécessitant d'épaissir les parois qui deviennent du coup plus difficiles à refroidir. Fin 1951, ne parvenant pas à régler ce problème, Glouchko arrête temporairement ses travaux sur le moteur.

### Création de l'OKB-1
Le départ en 1949-1950 du concepteur en chef du NII-88 Youri Pobedonostsev et du directeur du NI-88 Lev Gonor entraînent une réorganisation en profondeur du centre de recherches à l'initiative de Dmitri Oustinov. Korolev est placé à la tête du bureau d'études spécial no 1 OKB-1 créé au sein de cette entité pour développer les missiles balistiques à longue portée. Il en est à la fois le responsable et le concepteur en chef. Vassili Michine, ingénieur de 33 ans, réputé pour sa capacité à trouver des solutions innovantes, devient son adjoint. Konstantin Roudnev est placé à la tête du NI-88. Diplomate et doté d'un grand sens de l'humour, il est l'homme de la situation pour gérer Korolev qui est prompt à entrer en conflit avec sa hiérarchie ou ses homologues.

### Le missile R-5

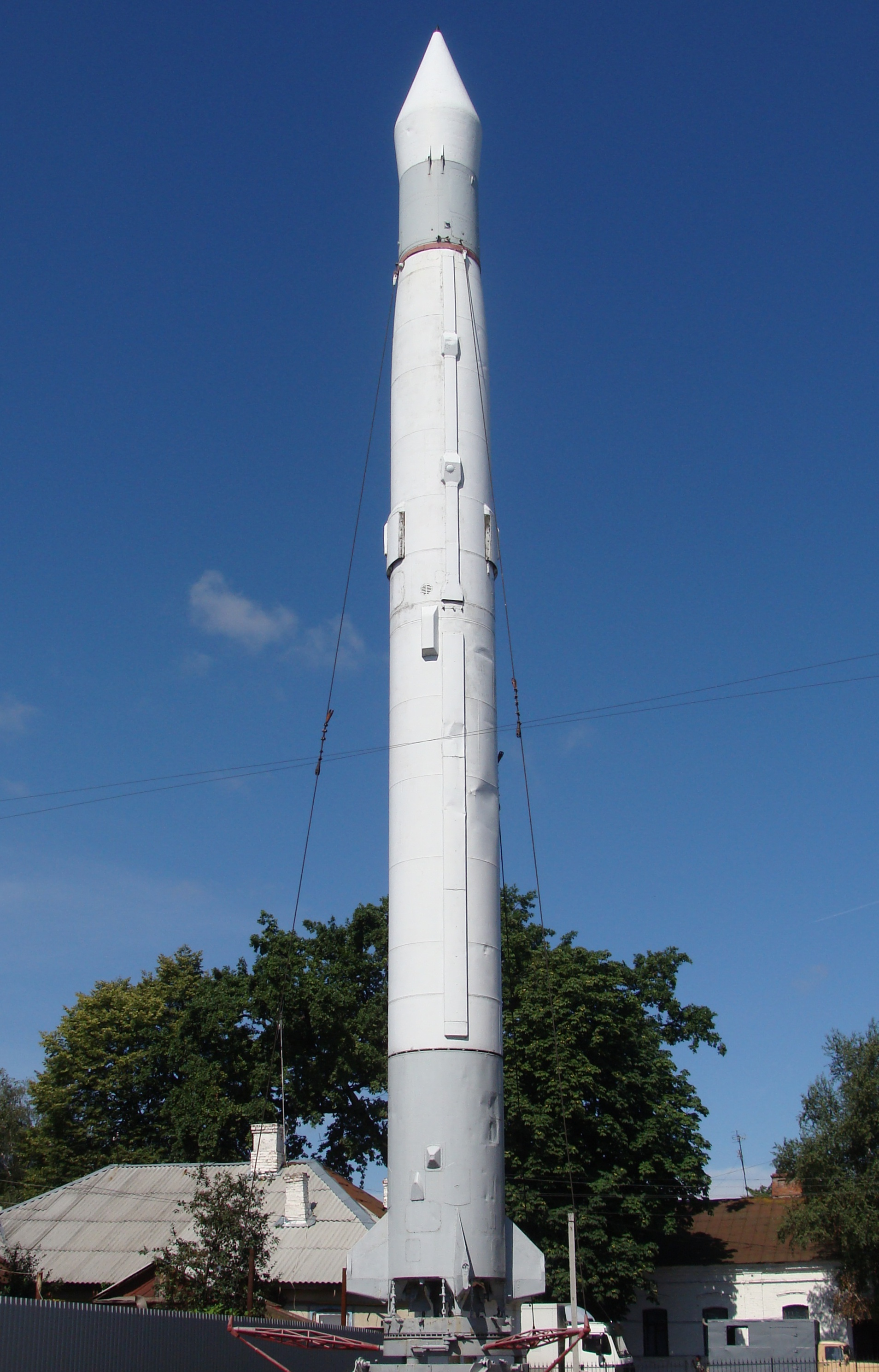
Missile R-5 installé dans le Musée de la Cosmonautique Sergueï-Korolev à Jytomyr.

Korolev s'est engagé à développer le missile R-3 qui constitue une priorité aux yeux des militaires, mais celui-ci ne peut pas être développé dans les délais compte tenu des difficultés rencontrées par Glouchko. Pour faire patienter ses donneurs d'ordres, il décide d'améliorer les caractéristiques du démonstrateur R3-A et d'en faire un missile à part entière, le R-5, capable de placer une charge explosive d'une tonne à une distance de 1 200 km. Deux séries de tests réalisés entre avril et décembre 1953 confirment le fonctionnement du missile et sa relative fiabilité (2 échecs pour 13 tirs). Le missile R-5 entrera en production peu après ; il est le premier missile à avoir la capacité de lancer une arme nucléaire.
Au cours de l'année 1954, le missile subit un certain nombre de modifications pour pouvoir emporter la nouvelle arme. Après une campagne de tests de 17 tirs et 4 tirs de qualification, un essai réel du missile, rebaptisé R-5M, est effectué lors de « l'opération Baïkal » le 2 février 1956 depuis la base de lancement de Kapoustine Iar. Le missile remplit parfaitement son office et la charge nucléaire explose sur la cible visée : pour Korolev et ses collaborateurs, c'est un moment de triomphe. Ce succès lève les doutes que beaucoup de dirigeants politiques et militaires avaient vis-à-vis des travaux de Korolev. Désormais, ils ne ménageront plus leur appui aux travaux sur les missiles. Korolev et ses principaux collaborateurs se voient décerner en avril 1956 le titre de Héros du travail socialiste, la plus haute distinction de l'Union soviétique.

### L'alternative du missile de croisière
Le missile de croisière constitue une solution de rechange au missile balistique. À la fin des années 1940, l'institut de recherche NII-1 dirigé par Mstislav Keldych bute sur des difficultés insurmontables dans sa tentative de développer le bombardier suborbital Silbervogel allemand de Eugen Sänger. Fin 1950, Keldych redirige ses travaux sur un projet plus modeste, utilisant des solutions techniques déjà testées : un missile de croisière intercontinental utilisant un premier étage propulsé par le moteur RD-100 (de) du missile R-1, puis un couple de statoréacteurs permettant de lancer une tête nucléaire de 3 tonnes à une  distance d'environ 7 000 km. À cette époque, l'institut de recherche sur la propulsion des avions, le TsIAM (en), a effectué des tests poussés sur des statoréacteurs ayant une poussée de 21 tonnes et capables d'aller jusqu'à Mach 4. Mais ce projet rencontre également des difficultés dans la mise au point de la motorisation. Au début des années 1950, à la lumière des développements sur le R-3, les responsables soviétiques semblent pencher pour le missile balistique. Le développement des deux missiles continuera néanmoins d'être financé jusqu'à la fin des années 1950.

### Le développement du missile balistique intercontinental R7

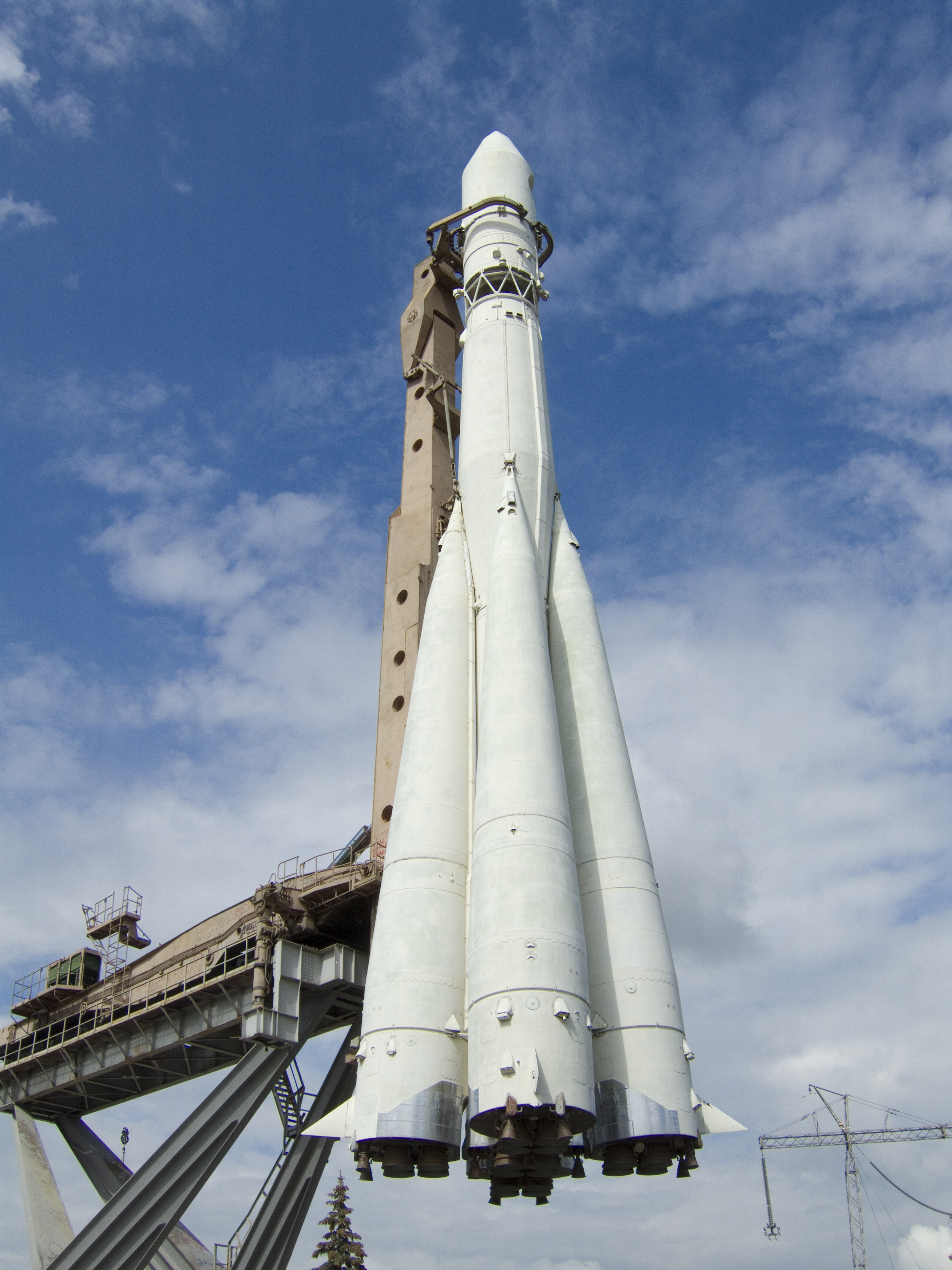
La R-7 Semiorka, premier missile balistique intercontinental et ancêtre des lanceurs Soyouz.

Korolev a décidé de se concentrer sur la conception du missile balistique intercontinental que souhaitent les dirigeants soviétiques sans passer par la mise au point de missiles à portée intermédiaire. Le missile doit être capable de transporter une bombe H de 5 tonnes sur 8 000 km. En 1953, les dirigeants soviétiques donnent leur accord pour le développement de la R-7 Semiorka et Korolev sous-traite le développement des missiles de portée intermédiaire à un de ses adjoints, Mikhail Yanguel.
Pour propulser le R-7, Glouchko choisit de développer une version pratiquement 10 fois plus puissante (65 tonnes de poussée) du moteur-fusée ED-140. Mais la mise au point du moteur qui sera baptisé RD 105/RD-106 se heurte de nouveau à des problèmes d'instabilité de combustion. Par ailleurs, la masse de la tête nucléaire que doit transporter le missile s'est accrue pour atteindre 5,4 tonnes, ce qui nécessite d’accroître les performances du système de propulsion. Le missile doit être opérationnel en 1956 ; Glouchko, pour contourner le problème créé par la taille de la chambre de combustion, décide de développer le moteur RD 107/RD-108 comportant quatre chambres de combustion et quatre tuyères alimentées par une turbopompe commune. Cette solution accroît toutefois la complexité du missile, qui comportera pas moins de 20 ensembles chambres de combustion/tuyères et 12 moteurs-verniers.

### Décès de Staline et restructuration de l'activité des missiles
Le décès de Staline, en mars 1953, puis l'arrestation du chef de la police secrète Beria, quelques semaines plus tard, mettent fin au régime de terreur qui imprégnait la société soviétique depuis le début des années 1930. Staline et son bras droit avaient jusque-là tenu les autres dirigeants de l'Union soviétique à l'écart de la gestion du programme des missiles balistiques et de l'arme nucléaire. La disparition de Staline introduit de profonds changements dans l'organisation de ces deux programmes.
Korolev avait été handicapé durant le règne de Staline par son passé d'« ancien criminel ». C'est ainsi que Mikhail Yanguel, ingénieur très compétent mais ne connaissant initialement rien à l'astronautique, avait pris la tête en mai 1952 du NI-88, deux ans après son arrivée dans cette structure, après avoir été l'adjoint de Korolev à qui la place aurait dû revenir naturellement. Mais l'un traînait un passé jugé douteux tandis que l'autre était membre du Parti communiste depuis le début des années 1930. Sans doute motivé par cet événement et profitant d'un climat plus favorable à sa candidature, Korolev demande de manière formelle à adhérer au Parti communiste en juin 1953 et, malgré la résistance de nombreux dirigeants locaux de Kaliningrad, devient membre du parti le mois suivant. En octobre de la même année, Korolev et Glouchko sont nommés membres correspondants de l'Académie des Sciences de l'URSS. Cet acte de reconnaissance très recherché officialise le rôle pivot joué par Korolev dans l'industrie des missiles, mais lui permet également de bénéficier d'avantages matériels importants.
La tension entre Yanguel et Korolev, son subordonné au caractère bien trempé, est telle que les responsables soviétiques doivent trouver une solution pour les éloigner l'un de l'autre. Début 1954, Khrouchtchev donne des instructions au ministre de tutelle du NI-88, Oustinov, pour mettre fin au monopole que Korolev détient sur le développement des missiles balistiques et diminuer la vulnérabilité à une frappe nucléaire d'une activité concentrée sur Moscou. Deux nouvelles entités, situées en Ukraine et dans l'Oural, sont créées et jouent un rôle analogue au NI-88. Yanguel prend la tête en avril 1954 d'un bureau d'étude associé à l'OKB-586 de Dnipropetrovsk, qui produisait jusque-là les missiles R-1 et R-2, mais qui avait également commencé à développer, sans disposer de véritable équipe de conception, le missile R-12 de portée intermédiaire (2 000 km) doté d'un système de guidage autonome et propulsé avec des ergols stockables (acide nitrique fumant rouge et kérosène). Les caractéristiques opérationnelles de ce missile intéressaient particulièrement les militaires. L'établissement piloté par Yanguel sera par la suite à l'origine des principaux missiles balistiques à longue portée de l'Union soviétique. La deuxième entité est créée en mars 1955 à Zlatooust, dans l'Oural, et placée sous la direction de Victor Makeïev, un des plus jeunes collaborateurs (30 ans) de Korolev qu'il a sans doute recommandé lui-même. Makaïev, à la tête du bureau d'études SKB-385, est chargé de développer le missile tactique R-11 (le fameux Scud) puis développera tous les missiles balistiques mer-sol de l'Union soviétique. La nouvelle organisation est présentée par Khrouchtchev en personne à Korolev qui demande que les deux nouvelles entités soient subordonnées à la sienne, mais Khrouchtchev s'oppose à cette demande.

## Père de l'astronautique soviétique (1957-1966)

### Spoutnik 1: le premier satellite artificiel

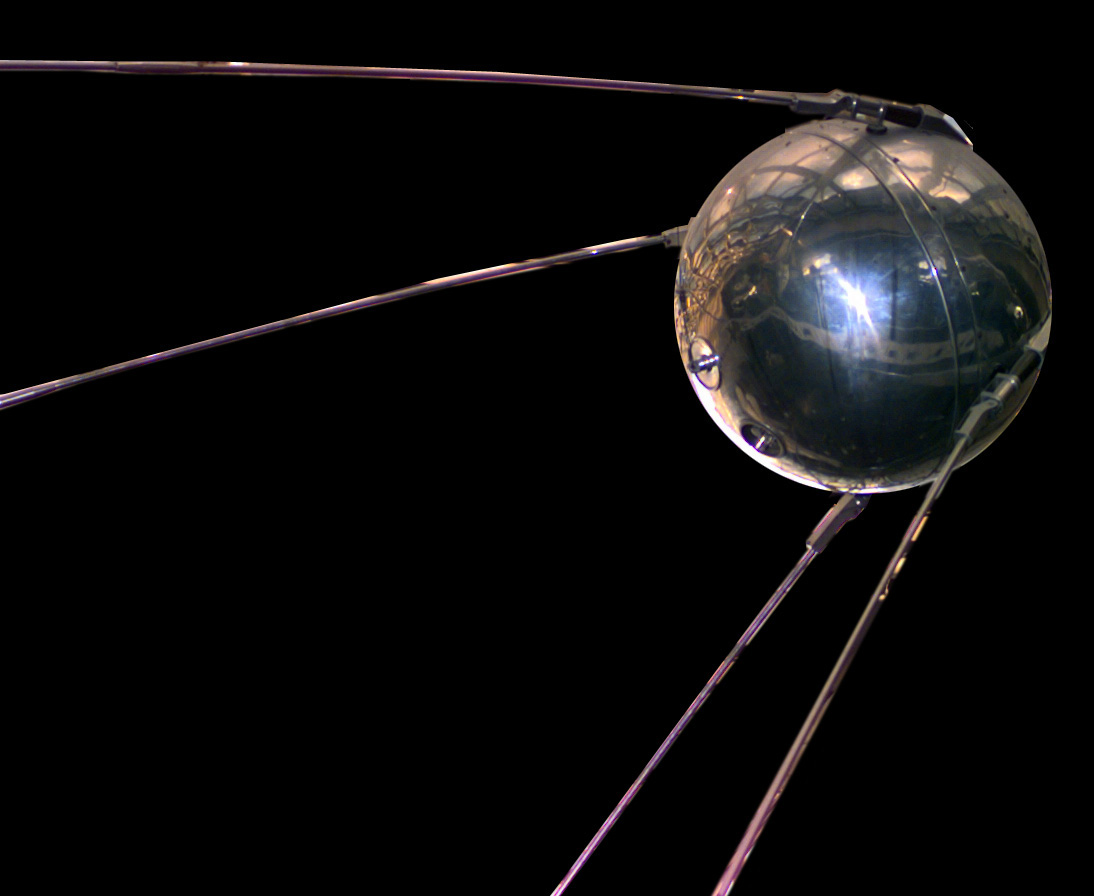
Réplique de Spoutnik 1.

Pour lancer un satellite dans l'espace, Korolev doit convaincre les membres du parti ainsi que les militaires, qui sont sceptiques. L'objectif de Korolev est purement scientifique mais, pour obtenir un accord, il trouve des arguments susceptibles de plaire aux militaires (forte charge utile et grande portée) et aux politiques (propagande de la réussite technique soviétique face aux États-Unis). Il laisse également entrevoir l'aspect directement stratégique (développement de satellites espions). Après de nombreux échecs, dus successivement à des fuites de carburant, des allumages tardifs ou prématurés d'un moteur, un mauvais calcul de trajectoire ou les vibrations de la fusée lors de son ascension, Korolev réussit un lancement. Il en informe ses supérieurs haut placés, et obtient auprès des dirigeants (politiques et militaires) du programme spatial soviétique l'autorisation d'effectuer un autre lancement, afin de confirmer la fiabilité de la R7 et permettre la mise en orbite d'un satellite. Korolev, qui suit l'avancée des travaux des Américains, décide de gagner du temps. La charge utile initialement prévue est abandonnée (elle sera lancée dans le cadre de la mission Spoutnik 3) pour laisser place à un petit satellite à la masse et à l'équipement scientifique minimal : un émetteur radio juste capable de lancer des signaux audibles autour de la Terre pendant quelques jours.
Le 4 octobre 1957, une fusée R-7 lance le premier satellite artificiel dans l'espace, le Spoutnik-1, qui après débat a pris la forme d'une sphère selon le vœu de Korolev. À la suite du succès de Spoutnik 1, Korolev accorde des congés à tous ses responsables qui n'avaient pas pris un seul jour de vacances depuis plusieurs années. Le vol de Spoutnik 1 a un retentissement mondial auquel les dirigeants de l'Union soviétique ne s'attendaient pas. Nikita Khrouchtchev décide de faire des succès soviétiques dans le domaine de l'astronautique un des piliers de la propagande du régime soviétique. Quelques jours après le lancement de Spoutnik 1, Khrouchtchev convoque Korolev pour avoir des détails sur le déroulement du vol. Il lui demande incidemment si son équipe peut réaliser une nouvelle mission pour marquer avec éclat le quarantième anniversaire de la Révolution d'Octobre, qui doit avoir lieu le 7 novembre 1957, soit dans seulement un mois. Korolev répond que ses équipes peuvent à coup sûr placer en orbite à cette date un chien. Khrouchtchev demande à Korolev de réaliser cette mission en lui donnant pour consigne impérative de respecter la date de lancement visée, mais en lui accordant une priorité absolue pour tous les aspects logistiques. La décision est officialisée le 12 octobre. Korolev fait rappeler en urgence ses ingénieurs partis en congé pour travailler sur la nouvelle mission qui doit être lancée dans quatre semaines. Les dirigeants américains, poussés par leur opinion publique et désireux de démontrer leur supériorité, décident d'investir massivement dans le programme spatial, déclenchant une course à l'espace entre l'Union soviétique et les États-Unis qui va constituer le cadre de travail de Korolev jusqu'à la fin de sa vie.
Un satellite relativement sophistiqué, baptisé objet D et pouvant emporter à son bord un être vivant, était à l'époque à l'étude, mais il ne pouvait être prêt avant décembre ; cet engin spatial sera lancé dans le cadre de la mission Spoutnik 3. Pour respecter l'échéance imposée, un nouvel engin spatial, moins sophistiqué, est conçu à la hâte. En conséquence, Spoutnik 2 fut réalisé dans l'urgence, la plupart des éléments du vaisseau étant construits à partir de croquis approximatifs, sans essai préalable. En plus de sa mission principale — envoyer un être vivant dans l'espace — Spoutnik 2 emporte une série d'instruments scientifiques, notamment des spectromètres pour étudier les radiations solaires et les rayons cosmiques.
Le 3 novembre 1957, il envoie le premier animal terrestre dans l'espace, une chienne nommée Laïka. Elle y reste six heures, puis meurt d'hyperthermie, le système de régulation de température de sa capsule étant tombé en panne.

### Les premières sondes lunaires du programme Luna (1957-1959)

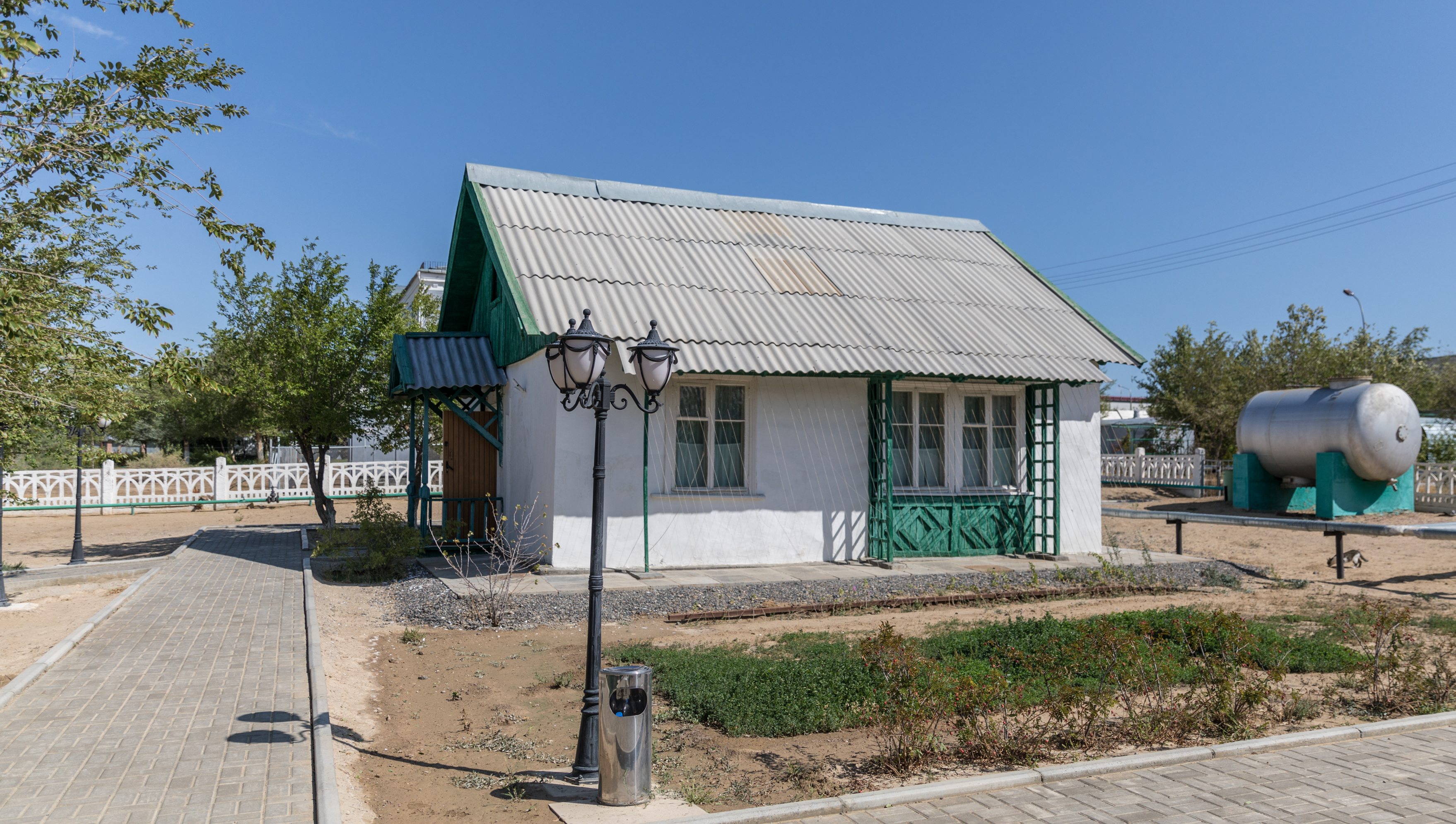
La maison de Korolev à Baïkonour.

Dès 1955, alors que le la R-7 Semiorka est encore en cours de mise au point, Korolev envisage de lancer une sonde spatiale vers la Lune avec cette fusée. Selon ses calculs, il suffit d'ajouter un étage supplémentaire au missile pour pouvoir lancer un engin spatial de quelques centaines de kilogrammes vers le satellite naturel de la Terre. Korolev adresse à l'Académie des sciences d'URSS une proposition de plan d'exploration de la Lune en avril 1957. L'Académie y répond favorablement. Après le succès retentissant de Spoutnik 1, Korolev crée au sein de l'OKB-1 trois nouveaux bureaux d'études dédiés respectivement aux satellites de télécommunications, aux missions habitées et aux sondes lunaires. Cette dernière structure est placée sous la responsabilité de Mikhail Tikhonravov et de Gleb Maximov. Par ailleurs, un programme comportant une série de missions lunaires avec des difficultés croissantes est élaboré par l'académicien Mstislav Keldych. Ce plan prévoit :
- un premier vol (Ye-1) consistant à s'écraser sur la Lune
- une mission de photographie de la face cachée de la Lune (Ye-3)
- la troisième mission (Ye-4) proposée par l'académicien Zeldovich consiste à faire exploser une bombe atomique à la surface de la Lune. Cette proposition est abandonnée après évaluation des risques en cas d'échec et de l'impact négatif sur la communauté scientifique.
- Ye-5 consiste à effectuer un relevé photographique détaillé de la surface de la Lune
- Ye-6 doit couronner le programme avec un atterrissage en douceur et la transmission d'un panorama lunaire.

Cette liste est soumise à l'Académie des sciences et au dirigeant soviétique Khrouchtchev. Un décret formalise l'accord de ces autorités le 20 mars 1958. Korolev fait développer le moteur du troisième étage par Sémion Kosberg, un nouvel arrivant dans le domaine des fusées et transfuge de l'aviation, car le fournisseur de moteurs attitré de Korolev, Valentin Glouchko, ne peut fournir dans les délais l'étage souhaité. L'ensemble formé par la Semiorka et le troisième étage "Bloc Ye" reçoit le nom de code 8k72 et est baptisé Luna dans les communiqués officiels.
Six missions destinées à s'écraser sur la Lune, dont deux réussies, sont lancées en 1958 et 1959 en utilisant le modèle de sonde Ye-1. Au printemps 1958, Korolev sait que les États-Unis, avec lesquels l'Union soviétique a entamé une course de prestige, préparent l'envoi d'une sonde vers la Lune au cours de l'été, dans le cadre du programme Pioneer. Bien que le troisième étage, qui n'a jamais encore volé, ne soit pas parfaitement au point, Korolev fait préparer le lancement d'une sonde lunaire Ye-1 à la date prévue pour le lancement de la sonde américaine ; la trajectoire calculée par l'équipe soviétique est plus courte et la sonde de Korolev est assurée d'arriver avant la sonde américaine. Pour ce lancement comme pour tous les suivants, les Américains annoncent à l'avance la date tandis que les Soviétiques n'officialisent leurs lancements qu'après coup et seulement s'ils sont réussis. Les échecs soviétiques sont ainsi dissimulés, accentuant l'impression de domination de l'astronautique soviétique durant les premières années de l'ère spatiale. Le 17 août, jour du lancement, le lanceur américain explose en vol. Korolev décide de reporter son propre lancement pour améliorer la fiabilité de son lanceur. Le premier lancement de la sonde lunaire soviétique a lieu le 23 septembre, mais il échoue. Un problème de résonance entraîne la désintégration du lanceur en cours de vol. Le jour de la deuxième tentative américaine, le 11 octobre, Korolev dispose d'un lanceur également prêt. Le troisième étage du lanceur de la sonde américaine Pioneer 1 est à nouveau victime d'une défaillance mais la fusée soviétique qui est lancée dans la foulée est de nouveau victime du phénomène de résonance. Le problème est corrigé et une troisième tentative est effectuée le 4 décembre. Le lancement échoue à nouveau à la suite d'une défaillance de la turbopompe injectant l'oxygène dans la chambre de combustion du troisième étage. Les Américains sont aussi peu chanceux avec leur lanceur puisque leurs deux tentatives des 8 novembre et 6 décembre échouent également.
Lors de la quatrième tentative, le 2 janvier 1959, le lanceur fonctionne jusqu'au bout et la sonde parvient enfin à s'arracher à l'orbite terrestre. Mais la trajectoire suivie n'est pas parfaite car l'arrêt du second étage, qui est radio-commandé, est déclenché trop tard. La sonde qui devait s'écraser sur la Lune passe à 5 965 km de distance et se trouve placée sur une orbite héliocentrique. C'est donc un demi-succès pour l'équipe de Korolev mais les autorités soviétiques s'empressent néanmoins d'annoncer que la sonde a parfaitement rempli ses objectifs en réalisant trois premières : s'arracher à l'orbite terrestre, survoler à faible distance la Lune et se placer sur une orbite héliocentrique. La sonde est sur le moment baptisée Mechta (rêve en russe) mais sera renommée un an plus tard Luna 1. Ses instruments permettent de découvrir le vent solaire. Aucun champ magnétique significatif d'origine lunaire n'est mis en évidence. La sonde lunaire soviétique est légèrement modifiée (version Ye-1A) et lancée le 18 juin 1959 mais le lanceur est victime d'une défaillance d'un de ses gyroscopes. Le 12 septembre 1959, le sixième tir qui emporte Luna 2 est un succès total. Pour la première fois, un engin construit par l'homme atteint la surface d'un autre corps céleste. La sonde s'écrase à l'est de la Mare Imbrium. Tous les instruments scientifiques ont parfaitement fonctionné et l'absence de champ magnétique lunaire significatif est confirmé.

### Vostok 1: le premier homme dans l'espace

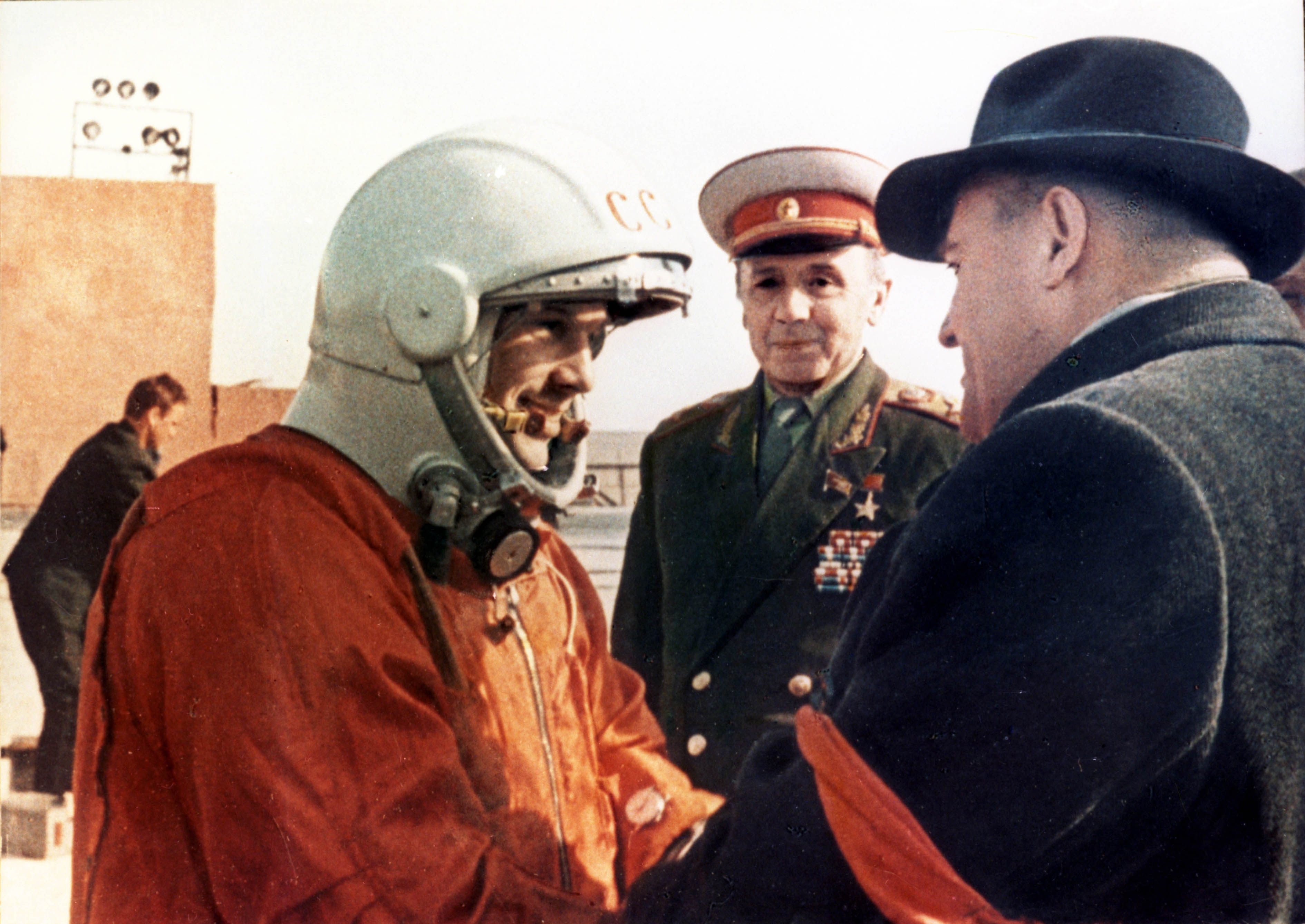
Korolev (à droite) rencontre Youri Gagarine immédiatement avant son vol qui inaugure le programme spatial habité (12 avril 1961).

Korolev est à l'origine du premier vol spatial avec équipage. Il développe le programme Vostok qui, le 12 avril 1961, permet à Youri Gagarine de devenir le premier homme dans l'espace.

### Le développement du vaisseau Soyouz
Dès 1957, Korolev étudie les plans d'un lanceur capable de lancer une mission habitée autour de la Lune. Malgré le désintérêt des militaires soviétiques, il demande en 1959 à un de ses collaborateurs de travailler sur l'avant-projet d'un vaisseau spatial habité, baptisé Sever (Nord) capable d'effectuer le tour de la Lune. Fin 1959, il parvient à attirer l'attention du dirigeant soviétique de l'époque Nikita Khrouchtchev sur le sujet en lui faisant part des premiers travaux de la NASA sur un lanceur lourd qui deviendra la fusée Saturn : il obtient ainsi le feu vert pour réaliser une étude de la fusée N-1. Celle-ci n'a toutefois pas de mission définie. En avril 1962, les constructeurs astronautiques ainsi que les principaux décideurs soviétiques se réunissent à Pitsounda dans la villégiature du dirigeant de l'Union soviétique Nikita Khrouchtchev pour définir la stratégie spatiale soviétique. Au grand dépit de Korolev, son principal rival Vladimir Tchelomeï, qui a su s'attirer l'appui de Khrouchtchev et, contrairement à Korolev, celui des militaires, obtient le feu vert pour son projet de lanceur lourd UR500 rebaptisé par la suite Proton. Celui-ci doit, entre autres, être utilisé pour le lancement d'un vaisseau spatial habité chargé d'une mission circumlunaire.
Fin 1962, Korolev travaille sur le successeur de sa capsule spatiale Vostok qui ne peut transporter qu'un seul cosmonaute et a des capacités de manœuvre limitées. Le nouvel engin doit pouvoir changer d'orbite, transporter plusieurs cosmonautes, effectuer des vols de longue durée, s'amarrer à un autre vaisseau et permettre des sorties extravéhiculaires ; il doit enfin pouvoir effectuer une rentrée atmosphérique après une mission lunaire, c'est-à-dire à la deuxième vitesse cosmique (11 km/s) beaucoup plus élevée que la vitesse de rentrée d'un vaisseau ayant effectué une mission en orbite basse. Pour lancer le futur vaisseau, Korolev choisit de combiner les premiers étages renforcés de la fusée Vostok, utilisée pour mettre en orbite les premiers vaisseaux habités soviétiques, et le puissant troisième étage de la fusée Molnia utilisée pour lancer les sondes spatiales. Le lanceur résultant est capable de placer 6,5 tonnes en orbite basse. Pour contrer le projet de son rival Tchelomeï, il propose une mission circumlunaire utilisant le nouveau vaisseau spatial baptisé 7K, qui doit emporter un équipage de 2 personnes ; deux autres vaisseaux sont chargés, après avoir été lancés indépendamment, de s'amarrer au premier vaisseau en formant un ensemble spatial baptisé Soyouz (Union). Le deuxième vaisseau 9K (ou Soyouz B) est chargé d'accélérer le train spatial tandis que le 11 K emporte du carburant supplémentaire. Ce projet, bien que concurrent de celui de Tchelomeï, reçoit, de manière paradoxale, en mars 1963, l'aval du Conseil Spatial chargé de coordonner la politique spatiale soviétique.
Courant 1963, le bureau d'étude de Korolev avance sur la conception de Soyouz sans toutefois disposer de budget. Les principales caractéristiques du vaisseau 7K, tel qu'il sera développé par la suite, sont figées à cette époque. Le vaisseau comporte deux modules habitables dont un seul, le module de descente, revient sur Terre tandis que le module orbital est utilisé uniquement en orbite. Le 7K comporte un troisième module qui regroupe propulsion et panneaux solaires. Le premier exemplaire du nouveau lanceur, qui doit placer en orbite chacun des éléments du train spatial et qui est également baptisé Soyouz, est lancé avec succès le 16 novembre 1963. La fusée entame une longue carrière de lanceur qui se poursuit toujours et n'évoluera que faiblement au fil des décennies, avec la version Soyouz-U (6,8 tonnes) en 1973 et la version Soyouz-FG qui peut placer 7,1 tonnes en orbite basse à compter de 2002,, avant de recevoir une plus grande évolution avec la version Soyouz 2, notamment l'intégration des commandes numériques.
Fin 1963, Korolev reçoit la commande de deux versions militaires de son nouveau vaisseau 7K : un vaisseau de reconnaissance Soyouz-R et un intercepteur de satellites Soyouz-P. Il va en fait utiliser les moyens financiers fournis par cette commande pour développer la version civile. À la même époque, Korolev choisit un système de rendez-vous automatique pour son futur vaisseau, à l'opposé de la solution retenue par la NASA qui s'en remet à ses astronautes pour les manœuvres de rendez-vous. Ce choix résulte en partie de la formation des ingénieurs des bureaux d'étude soviétiques qui viennent du monde des missiles et connaissent mal l'aéronautique ; mais cette option découle également de la volonté des autorités soviétiques, réticentes pour des raisons idéologiques à donner trop d'autonomie aux cosmonautes. Mais le rendez-vous automatique va contribuer à handicaper le projet en imposant une grande complexité technique dans un domaine, l'électronique, qui constitue un point faible de l'industrie et de la recherche soviétique.

### Le lancement du programme lunaire habité: la fusée N1 et le train spatial L3 (1964)
Jusque là l'astronautique soviétique n'avait pas de véritable projet d'atterrissage sur la Lune. Fin 1964 les dirigeants soviétiques, constatant les progrès de la NASA, relèvent le défi du programme Apollo. Korolev a profondément remanié le scénario d'atterrissage sur la Lune qu'il avait communiqué précédemment aux responsables soviétiques et qui mobilisait le lancement de trois fusées géantes N-1. La solution proposée reprend la formule du rendez-vous en orbite lunaire retenue par la NASA : elle repose sur l'envoi par une fusée N-1 de deux vaisseaux formant le train spatial L3 dont l'un, le vaisseau orbital LOK (Lunniy Orbitalny Korabl), reste en orbite tandis que le second, le module lunaire LK (Lunniy Korabl), se pose sur la Lune. Le vaisseau LOK est en fait un Soyouz 7K avec un bouclier thermique et un système de propulsion renforcés, ce qui porte son poids à 9,4 tonnes. Le scénario présenté est accepté par les dirigeants soviétiques et Korolev reçoit la commande en janvier 1965 de 16 ensembles L3/N-1. Les premiers vols doivent avoir lieu en 1966 avec un atterrissage fin 1968.
Par ailleurs, le programme Voskhod, dirigé par Sergueï Korolev et qui fait suite au programme Vostok, aboutit à une mission en mars 1965 : les cosmonautes Pavel Beliaïev et Alexei Leonov décollent à bord de Voskhod 2 et, le 18 mars, Leonov est le premier homme de l'histoire a effectuer une sortie extravéhiculaire en orbite autour de notre planète. La première sortie extravéhiculaire américaine aura lieu deux mois plus tard avec Edward White.

### La récupération de la mission circumlunaire de Tchelomei (1965)
Malgré le lancement officiel du programme d'atterrissage sur la Lune, le projet de mission circumlunaire de Tchelomeï est maintenu car il s'agit d'une opération de prestige programmée pour mai ou octobre 1967 qui sont deux dates symboliques en Union soviétique, car associées cette année-là au cinquantenaire de la Révolution d'Octobre. Ce programme doit permettre de marquer des points auprès de l'opinion internationale en attendant le débarquement lunaire. Tchelomeï, qui a perdu son principal soutien avec la chute de Khrouchtchev remplacé par Léonid Brejnev, est en difficulté car le vaisseau LK1 ne pourra manifestement pas être prêt pour l'échéance fixée. Le lanceur UR-500 a, quant à lui, brillamment réussi son premier essai. Korolev propose aux autorités d'associer le nouveau lanceur, qui peut placer 20 tonnes en orbite basse, à un vaisseau développé par ses bureaux d'études. Celui-ci est en fait un vaisseau Soyouz 7K dépourvu de module orbital, pour réduire sa masse, associé à un étage de fusée Bloc D qui doit le propulser sur une trajectoire lunaire. Le nouveau scénario est accepté par l'ensemble des décideurs en octobre 1965. Korolev a menti : le train spatial dit L1 constitué par le Bloc D et par le vaisseau est trop lourd de 0,5 tonne. Pour contourner le problème, il remanie le scénario de la mission circumlunaire : l'équipage doit être lancé dans un vaisseau Soyouz 7K classique par une fusée Soyouz, tandis que le train L1 est lancé de son côté sans équipage par une fusée UR 500/Proton. Un rendez-vous spatial est réalisé sans amarrage (il n'y a pas de pièce d'amarrage sur le L1), l'équipage passe dans le vaisseau du train L1 en effectuant une sortie extravéhiculaire. Korolev est désormais aux commandes de tous les programmes spatiaux habités. Le travail restant à effectuer, qui nécessite la mise au point de trois versions du vaisseau Soyouz, du lanceur N-1 et du module lunaire LK, rend la tenue des délais peu réaliste.

## Décès
Korolev avait de graves problèmes de santé depuis plusieurs années. Il souffrait notamment d'hémorragies intestinales à l'origine de douleurs insupportables. Ses problèmes étaient aggravés par la durée de ses journées de travail - il pouvait travailler 18 heures par jour pendant plusieurs semaines sans s'arrêter - et par le stress intense découlant de son rôle pivot dans l'ensemble des projets spatiaux soviétiques et de l'organisation de l'industrie spatiale, source de nombreux conflits. Au cours de l'année 1965, sa santé se détériore nettement. Il se plaint de baisses de tension, de maux de tête. Il perd son acuité auditive et des problèmes cardiaques se développent. Il s'épuise à tenter de régler les problèmes qui se multiplient dans un environnement de plus en plus hostile. Ses rapports professionnels sont de plus en plus conflictuels, même avec ses collaborateurs les plus proches : fin 1965, il envisage très sérieusement de donner sa démission. À la suite d'examens effectués en décembre 1965, les médecins décident de l'opérer pour lui retirer un polype intestinal. Il s'agit d'une opération bénigne et Korolev a prévu après l'opération une petite fête chez lui, le 14 janvier, pour ses 59 ans.
Le 11 janvier, Korolev entre en salle d'opération. Boris Petrovski (ru), ministre de la santé d'Union soviétique, également chirurgien cardiaque, opère en personne. L'opération ne se passe pas comme prévu. Korolev a eu la mâchoire brisée durant son séjour au goulag et son cou très court ne permet pas de l'intuber. Il faut effectuer une trachéotomie pour insérer le tube respiratoire. Les chirurgiens doivent procéder à une anesthésie générale malgré sa mauvaise condition cardiaque. L'ablation du polype déclenche une hémorragie que l'équipe médicale n'arrive pas à arrêter. Les chirurgiens découvrent un cancer au niveau de l'anus et de la paroi pelvienne et doivent procéder à une ouverture de l'abdomen non planifiée pour retirer la tumeur qui est grosse comme le poing. Devant l'ampleur du problème, Alexandre Vichnevski, chirurgien et ami de Korolev, est appelé en renfort ; trop tard. Quatre heures après le début de l'opération, le cœur de Korolev lâche.

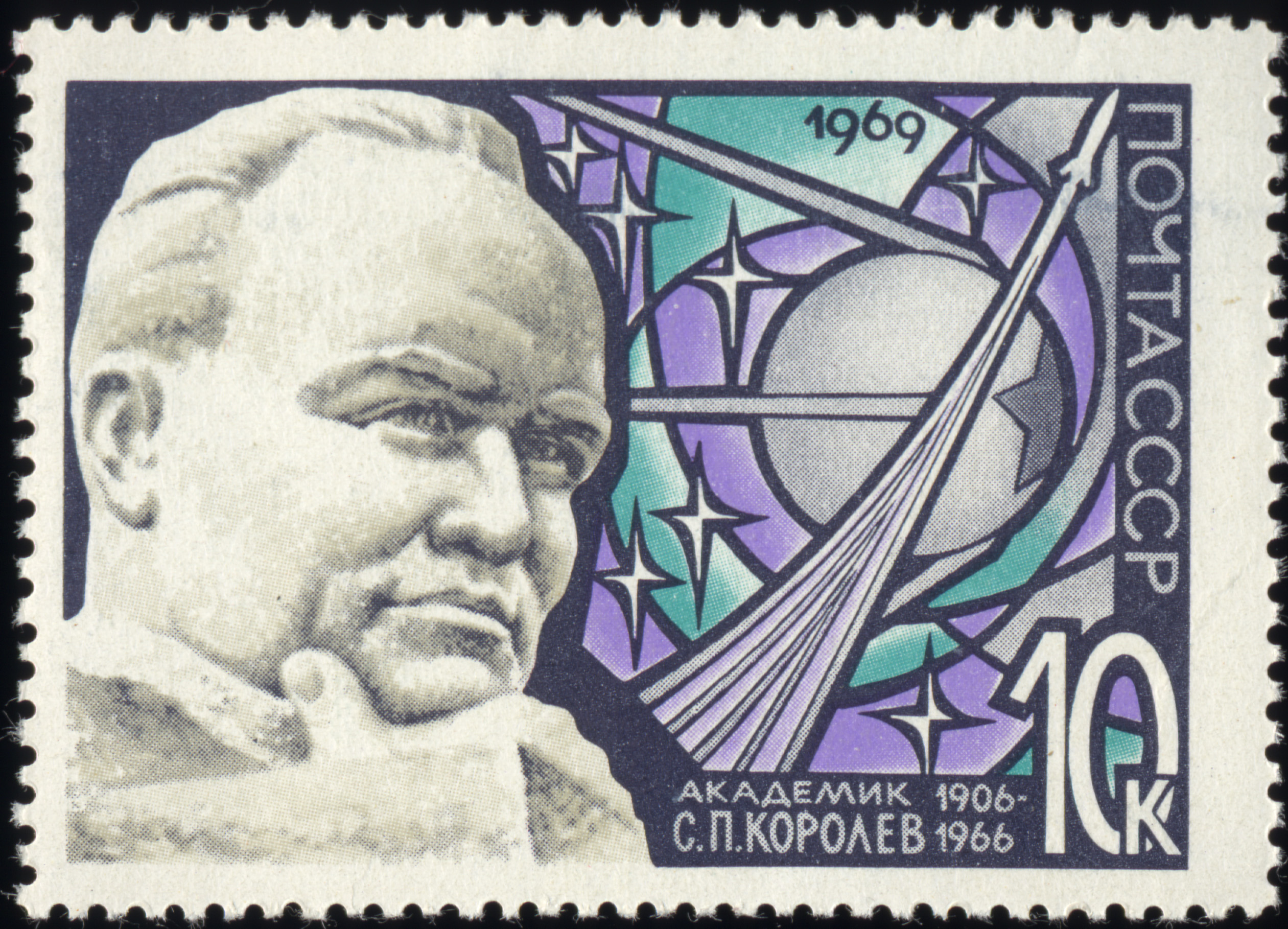
Timbre soviétique de 10 kopeks à la mémoire de Sergueï Korolev, 1969.

## Personnalité
Les personnes qui ont côtoyé Korolev soulignent d'abord ses capacités d'organisateur, ses connaissances d'ingénieur et sa forte personnalité, des traits de caractère qu'il partageait avec Igor Kourtchatov (1903-1960), le père de la bombe nucléaire soviétique qui était son contemporain et avec qui il a travaillé pour la mise au point des missiles balistiques dotés d'une charge nucléaire. Loin de l'image du scientifique froid, il avait une personnalité étonnamment humaine et émotive. Il était capable d'être carrément agressif ou de faire preuve d'une générosité inattendue. Il avait l'habitude de prendre ses repas avec ses adjoints et ses assistants et participait avec un grand sens de l'humour à la conversation. Ceux qui mangeaient avec lui avaient remarqué qu'il essuyait consciencieusement son assiette avec un morceau de pain puis récupérait les moindres miettes, un réflexe sans doute acquis durant sa déportation en Sibérie. Malgré ses années de déportation, Korolev était profondément patriote. Bien qu'il ait nourri des sentiments hostiles vis-à-vis de nombreux dirigeants soviétiques, son implication dans la conception d'armes de destruction massive ne résultait pas uniquement de son souhait de voir se réaliser ses projets spatiaux. Il était conscient de l'absurdité de ces programmes militaires.
Korolev a été en contact avec quatre des principaux dirigeants soviétiques. Les relations avec Béria, avec Boulganine et avec Malenkov sont restées superficielles. Il a rencontré à plusieurs reprises Khrouchtchev du temps de Staline, sans toutefois développer de relations personnelles. Ce dernier avait été impressionné par sa détermination, par son énergie et par la clarté de ses exposés. L'activité spatiale très proche de celles des missiles, relevait du secret absolu dans le régime autoritaire soviétique. Le rôle de Korolev, comme celui des autres responsables du programme spatial soviétique, était tenu rigoureusement secret, tout comme l'organisation de l'industrie spatiale et les emplacements des bases de lancement. Jusqu'à sa mort, le nom de Korolev n'apparaît dans aucun communiqué officiel. Le KGB présente à la presse occidentale Leonid Sedov, physicien membre de l'Académie des sciences de Russie, comme « le père du Spoutnik. »
Korolev a été marié une première fois à Xenia Vincentini avec qui il a une fille. Après avoir divorcé de sa première femme, il épouse en mai 1947 Nina Ivanovna Kotenkova, interprète de profession, qui avait été embauchée peu de temps auparavant au NI-88.

## Récompenses et honneurs

Sa statue devant le Monument des Conquérants de l'Espace à Moscou.

De son vivant, Korolev a été nommé deux fois Héros du Travail socialiste (1956 et 1961). À titre posthume, il a reçu en 1971 le prix Lénine et trois ordres de Lénine. Il est élu à l'Académie des Sciences de l'URSS en 1958, bien qu'il n'ait pas les compétences scientifiques théoriquement exigées. En 1996, la ville de Kaliningrad dans la banlieue de Moscou, qui héberge depuis toujours RKK Energia, principal établissement de l'industrie spatiale mise en place par Korolev, est rebaptisée en son honneur Korolev.
Son nom a été donné à une rue de Moscou (Ulitsa Akademika Korolyova), un Musée ainsi que plusieurs formations planétaires et objets célestes : le cratère Korolev sur la face cachée de la Lune, le cratère Korolev sur Mars et l'astéroïde 1855 Korolev.

## Culture populaire
- Dans la série télévisée Stargate SG-1, le vaisseau spatial russe est nommé « Korolev ».
- Dans la série télévisée For All Mankind, Sergueï Korolev (incarné par Endre Hules) a survécu à son opération et a conduit l'URSS à gagner la course à la Lune[48].